# Boninia
Boninia é um género botânico pertencente à família Rutaceae.